# Сваминатан Сумья
Сумья Сваминатан (малаял. സൗമ്യ സ്വാമിനാഥൻ; род. 21 марта 1989, Палаккад, Керала) — индийская шахматистка, гроссмейстер среди женщин (2008).

## Биография
В 2008 году стала победительницей чемпионата Индии по шахматам среди юниорок до 19 лет. Многократно представляла Индию на юниорских чемпионатах Азии и мира по шахматам в различных возрастных категориях. Наибольший успех достигла в 2009 году в Пуэрто-Мадрине, где выиграла чемпионат мира среди юниорок до 20 лет. В 2007 году выполнила две нормы женского гроссмейстера в открытом турнире в испанском городе Балагере и в финале индивидуального женского чемпионата Индии, где поделила первое место. В 2008 году выполнила третью норму женского гроссмейстера в испанском городе Бенаске. В 2011 в Риге стала лучшей среди шахматисток в РТУ Опен.
Представляла Индию на шахматной олимпиаде (2012), на командных чемпионатах мира по шахматам (2011, 2013, 2015), где завоевала индивидуальную бронзовую медаль в 2013 году, а также на командных чемпионатах Азии по шахматам (2008, 2009, 2016), где завоевала командную серебряную медаль в 2009 году и индивидуальную золотую медаль в 2016 году.